# Geriatrija
Geriatrija je veja medicine, natančneje specializacija interne medicine, ki se ukvarja s preučevanjem, preprečevanjem, lajšanjem in zdravljenjem starostnih bolezni. Zdravnik-specialist, ki deluje na tem področju, je geriater.
Sorodno področje je gerontologija, ki preučuje sam proces staranja.